# Spilosoma woodlarkiana
Spilosoma woodlarkiana là một loài bướm đêm thuộc phân họ Arctiinae, họ Erebidae.